# Seznam brigad Kopenske vojske Združenih držav Amerike
Seznam brigad Kopenske vojske Združenih držav Amerike.

## Seznam

### Pehotnebrigade
- 1. pehotna brigada (ZDA)
- 2. pehotna brigada (zračnoprevozna)
- 11. pehotna brigada (ZDA)
- 29. pehotna brigada (ZDA)
- 32. pehotna brigada (ZDA)
- 36. pehotna brigada (ZDA)
- 39. pehotna brigada (ZDA)
- 41. pehotna brigada (ZDA)
- 48. pehotna brigada (ZDA)
- 49. pehotna brigada (ZDA)
- 58. pehotna brigada (ZDA)
- 67. pehotna brigada (ZDA)
- 69. pehotna brigada (ZDA)
- 72. pehotna brigada (ZDA)
- 73. pehotna brigada (ZDA)
- 75. pehotna brigada (ZDA)
- 76. pehotna brigada (ZDA)
- 81. pehotna brigada (ZDA)
- 92. pehotna brigada (ZDA)
- 116. pehotna brigada (ZDA)
- 157. pehotna brigada (ZDA)
- 171. pehotna brigada (ZDA)
- 172. pehotna brigada (ZDA)
172. pehotna brigada (samostojna)
- 173. zračnoprevozna brigada (ZDA)
- 187. pehotna brigada (ZDA)
- 191. pehotna brigada (ZDA)
- 193. pehotna brigada (ZDA)
- 196. pehotna brigada (ZDA)
- 197. pehotna brigada (ZDA)
- 198. pehotna brigada (ZDA)
- 199. pehotna brigada (ZDA)
- 205. pehotna brigada (ZDA)
- 218. pehotna brigada (ZDA)
- 256. pehotna brigada (ZDA)
- 258. pehotna brigada (ZDA)
- 278. pehotna brigada (ZDA)

### Oklepnebrigade
- 13. oklepna brigada (samostojna)
- 14. oklepna brigada (ZDA)
- 37. oklepna brigada (ZDA)
- 49. oklepna brigada (ZDA)
- 53. oklepna brigada (ZDA)
- 86. oklepna brigada (ZDA)
- 149. oklepna brigada (ZDA)
- 155. oklepna brigada (ZDA)
- 177. oklepna brigada (ZDA)
- 194. oklepna brigada (ZDA)

### Konjeniškebrigade
- 6. konjeniška brigada (zračna konjenica)
- 56. konjeniška brigada (ZDA)

### Artilerijskebrigade
- 17. poljska artilerijska brigada (ZDA)
- 18. poljska artilerijska brigada (zračnoprevozna)
- 41. poljska artilerijska brigada (ZDA)
- 42. poljska artilerijska brigada (ZDA)
- 56. poljska artilerijska brigada (ZDA)
- 57. poljska artilerijska brigada (ZDA)
- 72. poljska artilerijska brigada (ZDA)
- 75. poljska artilerijska brigada (ZDA)
- 103. poljska artilerijska brigada (ZDA)
- 113. poljska artilerijska brigada (ZDA)
- 115. poljska artilerijska brigada (ZDA)
- 118. poljska artilerijska brigada (ZDA)
- 130. poljska artilerijska brigada (ZDA)
- 135. poljska artilerijska brigada (ZDA)
- 138. poljska artilerijska brigada (ZDA)
- 142. poljska artilerijska brigada (ZDA)
- 147. poljska artilerijska brigada (ZDA)
- 151. poljska artilerijska brigada (ZDA)
- 153. poljska artilerijska brigada (ZDA)
- 169. poljska artilerijska brigada (ZDA)
- 196. poljska artilerijska brigada (ZDA)
- 197. poljska artilerijska brigada (ZDA)
- 209. poljska artilerijska brigada (ZDA)
- 210. poljska artilerijska brigada (ZDA)
- 212. poljska artilerijska brigada (ZDA)
- 214. poljska artilerijska brigada (ZDA)
- 224. poljska artilerijska brigada (ZDA)
- 227. poljska artilerijska brigada (ZDA)
- 428. poljska artilerijska brigada (ZDA)
- 434. poljska artilerijska brigada (ZDA)
- 479. poljska artilerijska brigada (ZDA)
- 631. poljska artilerijska brigada (ZDA)

### Zračnoobrambnebrigade
- 10. zračnoobrambna artilerijska brigada (ZDA)
- 11. zračnoobrambna artilerijska brigada (ZDA)
- 30. zračnoobrambna artilerijska brigada (ZDA)
- 31. zračnoobrambna artilerijska brigada (ZDA)
- 35. zračnoobrambna artilerijska brigada (ZDA)
- 38. zračnoobrambna artilerijska brigada (ZDA)
- 69. zračnoobrambna artilerijska brigada (ZDA)
- 94. zračnoobrambna artilerijska brigada (ZDA)
- 107. zračnoobrambna artilerijska brigada (ZDA)
- 108. zračnoobrambna artilerijska brigada (ZDA)
- 111. zračnoobrambna artilerijska brigada (ZDA)
- 164. zračnoobrambna artilerijska brigada (ZDA)
- 263. zračnoobrambna artilerijska brigada (ZDA)

### Inženirskebrigade
- 7. inženirska brigada (ZDA)
- 16. inženirska brigada (ZDA)
- 18. inženirska brigada (ZDA)
- 20. inženirska brigada (zračnoprevozna)
- 30. inženirska brigada (ZDA)
- 35. inženirska brigada (ZDA)
- 130. inženirska brigada (ZDA)
- 194. inženirska brigada (ZDA)
- 411. inženirska brigada (ZDA)
- 412. inženirska brigada (ZDA)
- 416. inženirska brigada (ZDA)
- 420. inženirska brigada (ZDA)

### Komunikacijskebrigade
- 1. komunikacijska brigada (ZDA)
- 2. komunikacijska brigada (ZDA)
- 3. komunikacijska brigada (ZDA)
- 7. komunikacijska brigada (ZDA)
- 9. komunikacijska brigada (ZDA)
- 22. komunikacijska brigada (ZDA)
- 25. komunikacijska brigada (zračnoprevozna)
- 53. komunikacijska brigada (ZDA)
- 93. komunikacijska brigada (ZDA)
- 142. komunikacijska brigada (ZDA)
- 160. komunikacijska brigada (ZDA)
- 187. komunikacijska brigada (ZDA)
- 228. komunikacijska brigada (ZDA)
- 261. komunikacijska brigada (ZDA)
- 335. komunikacijska brigada (ZDA)
- 359. komunikacijska brigada (ZDA)
- 1101. komunikacijska brigada (ZDA)
- 1104. komunikacijska brigada (ZDA)
- 1106. komunikacijska brigada (ZDA)
- 1107. komunikacijska brigada (ZDA)
- 1108. komunikacijska brigada (ZDA)
- 1109. komunikacijska brigada (ZDA)

### Logističnebrigade
- 1. logistična brigada (ZDA)
- 3. logistična brigada (ZDA)
- 12. logistična brigada (ZDA)
- 13. logistična brigada (ZDA)
- 15. logistična brigada (ZDA)
- 19. logistična brigada (ZDA)
- 167. logistična brigada (ZDA)
- 377. logistična brigada (korpusna)

### Medicinskebrigade
- 2. medicinska brigada (ZDA)
- 3. medicinska brigada (ZDA)
- 4. medicinska brigada (ZDA)
- 7. medicinska brigada (ZDA)
- 8. medicinska brigada (ZDA)
- 18. medicinska brigada (ZDA)
- 30. medicinska brigada (ZDA)
- 44. medicinska brigada (ZDA)
- 112. medicinska brigada (ZDA)
- 175. medicinska brigada (ZDA)
- 213. medicinska brigada (ZDA)
- 330. medicinska brigada (ZDA)
- 332. medicinska brigada (ZDA)
- 426. medicinska brigada (ZDA)
- 807. medicinska brigada (ZDA)
- 818. medicinska brigada (ZDA)

### Vojaškoobveščevalnebrigade
- 2. vojaškoobveščevalna brigada (ZDA)
- 66. vojaškoobveščevalna brigada (ZDA)
- 201. vojaškoobveščevalna brigada (ZDA)
- 205. vojaškoobveščevalna brigada (ZDA)
- 207. vojaškoobveščevalna brigada (ZDA)
- 300. vojaškoobveščevalna brigada (ZDA)
- 313. vojaškoobveščevalna brigada (zračnoprevozna)
- 319. vojaškoobveščevalna brigada (ZDA)
- 470. vojaškoobveščevalna brigada (ZDA)
- 500. vojaškoobveščevalna brigada (ZDA)
- 501. vojaškoobveščevalna brigada (ZDA)
- 504. vojaškoobveščevalna brigada (ZDA)
- 513. vojaškoobveščevalna brigada (ZDA)
- 525. vojaškoobveščevalna brigada (zračnoprevozna)

### Brigadevojaške policije
- 14. brigada vojaške policije (ZDA)
- 15. brigada vojaške policije (ZDA)
- 16. brigada vojaške policije (zračnoprevozna)
- 18. brigada vojaške policije (ZDA)
- 43. brigada vojaške policije (ZDA)
- 89. brigada vojaške policije (ZDA)
- 177. brigada vojaške policije (ZDA)
- 220. brigada vojaške policije (ZDA)
- 221. brigada vojaške policije (ZDA)
- 260. brigada vojaške policije (ZDA)
- 290. brigada vojaške policije (ZDA)
- 800. brigada vojaške policije (ZDA)

### Aviacijskebrigade
- 1. aviacijska brigada (zračnodesantna)
- 11. aviacijska brigada (ZDA)
- 12. aviacijska brigada (ZDA)
- 17. aviacijska brigada (ZDA)
- 18. aviacijska brigada (zračnoprevozna)
- 66. aviacijska brigada (ZDA)
- 128. aviacijska brigada (ZDA)

### Transportnebrigade
- 107. transportna brigada (ZDA)
- 124. transportna brigada (ZDA)
- 143. transportna brigada (ZDA)
- 319. transportna brigada (ZDA)
- 425. transportna brigada (ZDA)

### Šolskebrigade
- 5. brigada (trenažna, oklepna)
- 402. brigada (trenažna)

### Kemičnebrigade
- 404. kemična brigada (ZDA)
- 415. kemična brigada (ZDA)
- 460. kemična brigada (ZDA)
- 464. kemična brigada (ZDA)

### Brigadeza civilne zadeve
- 304. brigada za civilne zadeve (ZDA)
- 308. brigada za civilne zadeve (ZDA)
- 321. brigada za civilne zadeve (ZDA)
- 354. brigada za civilne zadeve (ZDA)
- 356. brigada za civilne zadeve (ZDA)
- 357. brigada za civilne zadeve (ZDA)
- 358. brigada za civilne zadeve (ZDA)
- 360. brigada za civilne zadeve (ZDA)
- 361. brigada za civilne zadeve (ZDA)
- 362. brigada za civilne zadeve (ZDA)
- 363. brigada za civilne zadeve (ZDA)
- 364. brigada za civilne zadeve (ZDA)
- 365. brigada za civilne zadeve (ZDA)

### Brigadeza oskrbo sstrelivom
- 57. brigada za oskrbo s strelivom (ZDA)
- 59. brigada za oskrbo s strelivom (ZDA)

### Razne
- 5332. brigada (ZDA)
- 49. protizračna artilerijska brigada (ZDA)
- Berlinska brigada (ZDA)